# Rubén Ayala
Rubén Hugo Ayala Sanabria (* 8. ledna 1950, Santa Fe) je bývalý argentinský fotbalista a trenér.

## Hráčská kariéra
Rubén Ayala hrál na postu útočníka za CA San Lorenzo de Almagro, Atlético Madrid, Club Deportivo Oro a Atlante FC.
Za Argentinu hrál 25 zápasů a dal 11 gólů. Hrál na MS 1974.

## Trenérská kariéra
Ayala trénoval několik mexických klubů.

## Úspěchy
San Lorenzo
- Primera División: 1972 Metropolitano, 1972 Nacional

Atlético Madrid
- Interkontinentální pohár: 1974
- La Liga: 1977
- Copa del Rey: 1976